# La Zarza-Perrunal
La Zarza-Perrunal ist eine spanische Stadt in der Provinz Huelva in der Autonomen Gemeinschaft Andalusien. 2024 hatte die Gemeinde 1.189 Einwohner. Sie befindet sich in der Comarca Andévalo. Die Gemeinde besteht aus den Ortschaften La Zarza und El Perrunal.
2018 wurde La Zarza-Perrunal aus der Gemeinde Calañas ausgegliedert.

## Geografie
La Zarza-Perrunal liegt etwa 60 Kilometer nördlich von Huelva in einer Höhe von ca. 240 m.

## Geschichte
Die beiden Ortschaften sind durch den Bergbau entstanden. Hier wurden vor allem Pyrit und Silber abgebaut.

## Sehenswürdigkeiten
- Herz-Jesu-Kirche (Iglesia del Sagrado Corazón de Jesús) in La Zarza.
- Guter-Hirte-Kirche (Iglesia del Buen Pastor) in El Perrunal.

## Persönlichkeiten
- Rafael Vargas González (* 1939), Schriftsteller